# Перелік кавалерів Хреста Симона Петлюри (В)
Ця сторінка — інформаційний реєстр. Див. також основні статті: Хрест Симона Петлюри та Перелік кавалерів Хреста Симона Петлюри.
В алфавітному порядку представлені всі відомі кавалери Хреста Симона Петлюри, чиї прізвища починаються з літери «В».
| №  | Фото | Ім'я                            | Дата народження | Місце народження                                                        | Дата смерті          | Місце смерті           | Звання                          | Підрозділ                                                                     | № ордена |
| -- | ---- | ------------------------------- | --------------- | ----------------------------------------------------------------------- | -------------------- | ---------------------- | ------------------------------- | ----------------------------------------------------------------------------- | -------- |
| 1  |      | Василів Михайло Миронович       | 1900            | с. Шустівці, Рихтецька волость, Кам'янецький повіт, Подільська губернія | 23 листопада 1921    | м. Базар               | штабіст                         | 4-та Київська стрілецька дивізія Армії УНР                                    |          |
| 2  |      | Васкул Петро                    | 6 травня 1895   | с. Вижній Березів, Косівський район, Івано-Франківська область          | 2 серпня 1941        | ліс поблизу Семаківців | Підпоручник (лейтенант), Сотник | Городенківська старшинська школа                                              | 1344     |
| 3  |      | Ващенко Петро                   | 14 червня 1896  | Кобеляки                                                                | після 16 червня 1928 |                        | Сотник                          |                                                                               |          |
| 4  |      | Винник Іван                     | 1898            | Долина                                                                  | 10 березня 1985      | Нью-Йорк               | Поручник                        |                                                                               |          |
| 5  |      | Винник Теодор                   | 1901            | Мерефа                                                                  | 9 грудня 1970        | Торонто                | Сотник                          |                                                                               |          |
| 6  |      | Вишнівський Олександр Йосипович | 12 серпня 1890  | с. Заливне                                                              | 12 жовтня 1975       | Детройт                | Генерал-поручник                | 7-й Синьожупанний полк                                                        | 54       |
| 7  |      | Вовк Андрій Миколайович         | 15 жовтня 1882  | Полтавська губернія, Золотоніський повіт, селоДеньги                    | 11 лютого 1969       | Новий Ульм, Німеччина  | Генерал-полковник               | 5-та піхотна дивізія 4-та Київська стрілецька дивізія 1-ша Запорозька дивізія | 3172     |
| 8  |      | Водяний Яків Михайлович         | 20 жовтня 1886  | м. Сміла Черкаського повіту                                             | 10 травня 1940       | м. Київ                | Отаман Холодного Яру            |                                                                               | 81       |
| 9  |      | Волинець Ананій Гаврилович      | 1 жовтня 1894   | Карбівка                                                                | 14 травня 1941       | Вінниця                | Полковник                       | 61-й Гайсинський полк Армії УНР                                               | 83       |
| 10 |      | Волосевич Олександр Іванович    | 11 серпня 1892  | Подільська губернія                                                     | 29 липня 1943        | Республіка Комі        | Полковник                       | 4-та Сіра бригада 2-ї Волинської дивізії Армії УНР                            | 95       |
| 11 |      | Вяземців Микола Володимирович   | 27 липня 1863   | Катеринославська губернія                                               | невідомо             |                        | Полковник                       |                                                                               | 931      |